# Dorycnium sanguineum
Dorycnium sanguineum är en ärtväxtart som beskrevs av Vural. Dorycnium sanguineum ingår i släktet Dorycnium och familjen ärtväxter. Inga underarter finns listade i Catalogue of Life.